# Grand Hotel (Jönköping)
Pour les articles homonymes, voir Grand Hôtel.

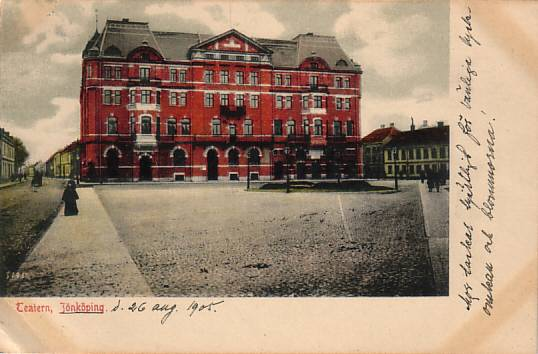
Grand Hotel Jönköping sur une carte postale de 1905

Le Grand Hotel Jönköping est l'un des plus anciens hôtels de Jönköping, ouvert en 1905. Il est situé sur Hovrättstorget (sv) , une place où se trouvent les plus anciens bâtiments de Jönköping.
L'hôtel est situé dans un bâtiment protégé sur le plan culturel (sv), avec le théâtre de Jönköping (sv),.